# Soğukpınar (Kangal)
Soğukpınar (türkisch für kalte Quelle) ist ein Dorf im Bezirk Kangal der türkischen Provinz Sivas.

## Geschichte
Der alte Name des Dorfes ist Zimmiyan, in Aufzeichnungen von 1916 wird es jedoch auch als Mamaş erwähnt, was auf Türkisch „Land der Barden“ bedeutet.

## Geografie
Das Dorf ist 104 km vom Stadtzentrum von Sivas und 14 km vom Zentrum des Bezirks Kangal entfernt.

## Einwohner
| Anzahl der Einwohner nach Jahr | Anzahl der Einwohner nach Jahr |
| ------------------------------ | ------------------------------ |
| 2021                           | 57                             |
| 2020                           | 50                             |
| 2019                           | 50                             |
| 2018                           | 61                             |
| 2017                           | 45                             |
| 2016                           | 66                             |
| 2015                           | 61                             |
| 2014                           | 67                             |
| 2013                           | 46                             |
| 2012                           | 43                             |
| 2011                           | 43                             |
| 2010                           | 41                             |
| 2009                           | 53                             |
| 2008                           | 51                             |
| 2007                           | 24                             |
| 2000                           | 78                             |
| 1990                           | 136                            |
| 1985                           | 239                            |
| 1965                           | 469                            |

## Persönlichkeiten
- Mehmet Fuat Bozkurt (* 1947), Sprachwissenschaftler, Turkologe, Übersetzer und Autor